# Deir al-Zor

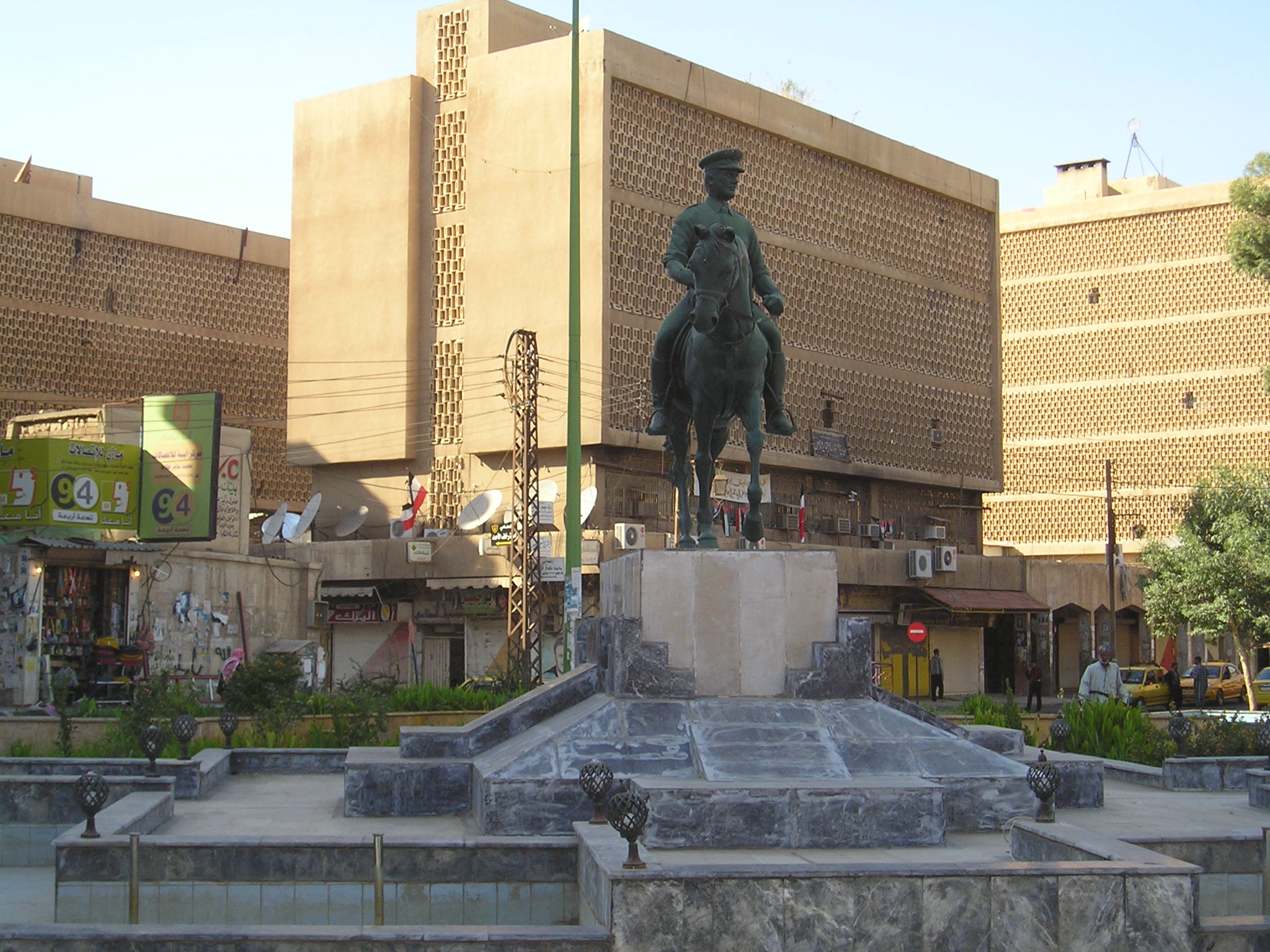
Deir ez-Zor.

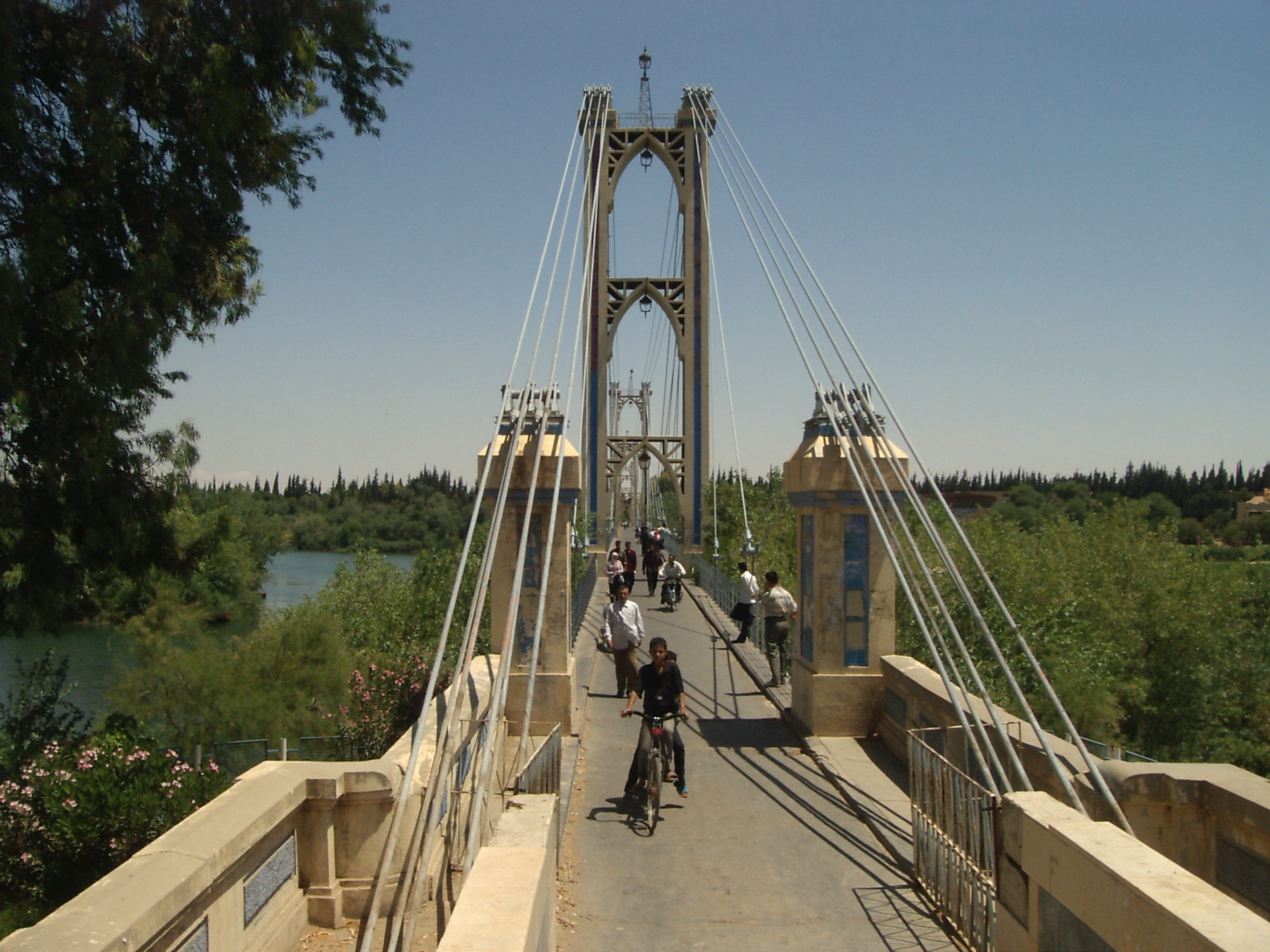
El antic Pont penjant.

Dayr al-Zawr o Deir ez-Zor (àrab: دير الزور, Dayr az-Zūr; armeni: Դեր Զոր) és una ciutat de Síria, a la riba de l'Eufrates, capital de la governació de Deir ez-Zor; en turc Deyr-i Zor). És a 450 km de la capital del país, Damasc. Segons el cens de l'any 2004, tenia 239.000 habitants a la zona metropolitana.

## Població i economia
La població cal suposar-la entre els 133.000 habitants (estimació de 1994) i els 230.000 (estimació 2002), i està situada a 193 metres sobre el nivell de la mar.
L'activitat principal tradicional fou l'agricultura però als darrers anys la trobada de petroli al desert sirià ha fet esdevenir a la ciutat un centre d'extracció, a més de l'explotació de mines de sal de roca. La ciutat disposa d'aeroport (al barri d'Al-Djafra, codi IATA DEZ) i facilitats turístiques (a 85 km al sud-est hi ha les restes de Dura Europos i a 120 km al sud-est les de l'antiga ciutat de Mari. La ciutat disposa d'un museu regional, un centre cultural, la universitat Al-Furat amb diverses facultats i altres establiments culturals.
Als voltants rurals, es troba una zona molt pròspera per a la cria de bestiar i hi ha cultius de cereals i cotó. Des del descobriment de petroli lleuger al desert de Síria, la ciutat de Deir ez Zor ha esdevingut un centre d'operacions de les empreses petrolieres, per a l'extracció del petroli.

## Cultura
Aquesta ciutat era famosa pel pont penjant (en àrab: الجسر المعلق) que creua l'Eufrates, es va acabar de construir l'any 1927 i va ser destruït el 2 de maig de 2013 durant la Guerra Civil siriana.
A més s'explota el turisme, amb bones instal·lacions, a l'estil tradicional de la riba francesa, ofereix restaurants i hotels de 5 estrelles, Deir ez-Zor està situat a 85 km al nord-oest de les restes arqueològiques de Dura Europos i a 120 km al nord-oest de les restes de l'antiga ciutat de Mari, a prop de la ciutat hi ha mines de sal.

## Història
El territori va pertànyer a Accàdia, Assíria, Babilònia, l'Imperi Persa, Macedònia, l'Imperi Selèucida, Armènia i Roma. El seu nom antic fou Auzara, que va derivar en Azuara. Sota l'Imperi Romà fou un centre comercial al riu. Formà part del regne de Palmira per un temps estant dins els dominis de Zenòbia. Conquerida pels àrabs amb la resta de Síria, va agafar el nom d'al-Zor, i després Dayr al-Zor que vol dir "Convent dels Tamarits", segurament per un convent cristià; fou domini dels omeies, abbàssides, hamdànides, romans d'Orient, aiúbides i mamelucs, i fou finalment destruïda pels mongols al segle xiii.
Reconstruïda pels otomans el 1867, fou capital d'un sandjak i més tard d'una muhafaza. És famosa per haver estat punt clau en les matances del genocidi armeni del 1915; un monument commemoratiu s'ha erigit a la ciutat en record dels fets. Després del període transitori que va seguir la Primera Guerra Mundial, i de ser part del Regne de Síria de Faisal, França va ocupar la ciutat el 1921 i hi va establir una guarnició important. Els francesos van construir un famós pont penjant a sobre del riu Eufrates el 1930 de 450 metres de llarg, acabat el 1931. Els britànics van derrotar els francesos col·laboracionistes a prop de Deyr ez-Zor durant la campanya de Síria i del Líban del 1941, que va donar el poder al govern de l'anomenada França Lliure. El 6 de setembre del 2007 Israel va bombardejar la zona per sospitar que hi havia materials nuclears de Corea del Nord.